# Akińchowo
Akińchowo (ros. Акиньхово) – wieś w Rosji, w rejonie czerepowieckim obwodu wołogodzkiego. W 2002 liczyła 35 mieszkańców, z kolei w 2010 populacja miejscowości wynosiła 21 osób.